# Skydancer
Skydancer è l'album del gruppo melodic death metal svedese Dark Tranquillity, pubblicato il 30 agosto 1993.
Si tratta del primo e unico album dei Dark Tranquillity con il cantante Anders Fridén, che in seguito all'allontanamento dalla band si unì agli In Flames. Il chitarrista e cofondatore Mikael Stanne (tra l'altro già cantante turnista nell'album di debutto degli In Flames) prese il suo posto come voce del gruppo.

## Tracce
1. Nightfall by the Shore of Time – 4:46
2. Crimson Winds – 5:29
3. A Bolt of Blazing Gold – 7:16
4. In Tears Bereaved – 3:51
5. Skywards – 5:07
6. Through Ebony Archways – 3:48
7. Shadow Duet – 7:07
8. My Faeryland Forgotten – 4:39
9. Alone – 5:46

## Formazione

### Musicisti
- Anders Fridén - voce
- Mikael Stanne - chitarra, seconda voce
- Niklas Sundin - chitarra, chitarra acustica
- Martin Henriksson - basso, chitarra acustica
- Anders Jivarp - batteria
- Anna-Kaisa Avehall - voce femminile tracce 3 e 6

### Tecnici e produzione
- Stefan Lindgren - Engineering, additional male vocals (song 7)
- Dragan Tanascovic - Engineering
- Kenneth Johansson - Photos